# Michail Michailowitsch Ryschow

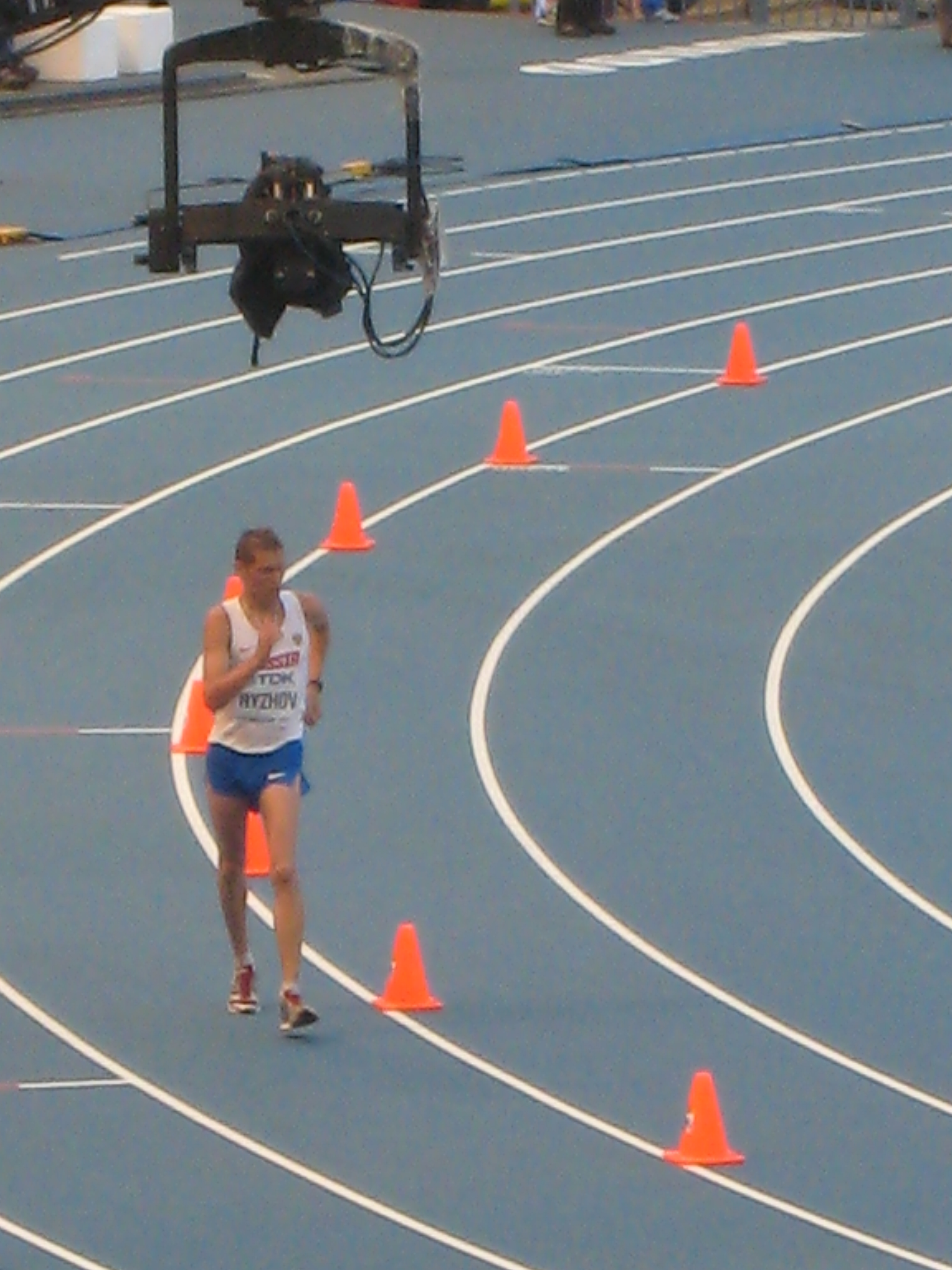
Michail Ryschow bei den Weltmeisterschaften 2013 in Moskau

Michail Michailowitsch Ryschow (russisch Михаил Михайлович Рыжов, engl. Transkription Mikhail Ryzhov; * 17. Dezember 1991) ist ein russischer Geher.
2011 holte er bei der Universiade in Shenzhen Silber im 20-km-Gehen.
Bei den Leichtathletik-Weltmeisterschaften 2013 in Moskau gewann er im 50-km-Gehen ebenfalls die Silbermedaille.

## Persönliche Bestzeiten
- 20 km Gehen: 1:21:49 h, 26. Februar 2011, Sotschi
- 50 km Gehen: 3:38:58 h, 14. August 2013, Moskau